# 尼科爾斯岩
尼科爾斯岩（英語：Nichols Rock）是南極洲的岩石，位於瑪麗伯德地，處於金西嶺西部的斯特勞斯冰川中游，美國地質調查局根據測量和美國海軍拍攝的空中照片繪入地圖，現時由南極條約體系管理。